# Angélique Duchemin
Pour la militaire, voir Marie-Angélique Duchemin.
Pour les articles homonymes, voir Duchemin.
Angélique Duchemin, née le 26 juin 1991 à Perpignan et morte dans la même ville le 29 août 2017 en France, est une boxeuse française, triple championne de France et double championne d’Europe en super-plumes et championne du monde dans la catégorie poids plumes.

## Biographie
Angélique Duchemin devient double championne de boxe anglaise de France et d’Europe en décembre 2015 et championne du monde WBF en mai 2017 à Royan dans la catégorie plumes contre la vice-championne d'Europe Erika Rousseau. Elle fonde le Boxing Club de Thuir dont elle est licenciée. Son bilan sportif est de 14 victoires, dont 3 avant la limite et aucune défaite.
Elle décède d'une probable embolie pulmonaire, consécutive à un malaise cardiaque lors d'un entraînement, le 29 août 2017 à l'hôpital de Perpignan.

## Postérité
Son nom est donné à un centre sportif du XXe arrondissement de Paris.